# Ingeborg Hovland
Ingeborg Hovland, née le 3 octobre 1969, est une footballeuse norvégienne, jouant au poste de gardien de but.

## Biographie
Elle compte 11 sélections en équipe de Norvège de football féminin de 1996 à 2001. Elle est gardienne remplaçante aux Jeux olympiques d'été de 2000, remportés par les Norvégiennes et au Championnat d'Europe de football féminin 2001 (demi-finaliste).
Elle dispute 512 rencontres sous le maillot du Klepp  en 18 saisons, marquant 2 buts.